# Siège de Rome (République romaine)
Pour les articles homonymes, voir Siège de Rome.
Sauf précision contraire, les dates de cet article sont sous-entendues « avant l'ère commune » (AEC), c'est-à-dire « avant Jésus-Christ ».
En  mythologie romaine et étrusque  le « Siège de Rome » est menée contre la République romaine  par Porsenna  et Tarquin le Superbe  après le renversement de ce dernier par le peuple romain.

## Légende ou réalité
Ce fait constitue  l'un des événements les plus importants du début de l’histoire et des mythologies romaine et étrusque.
Les anciens  Romains  pensaient que le siège de Rome était un événement réel.
On ne connaît pas l’issue de ce siège et cela constitue  l'une des raisons pour lesquelles des historiens et érudits modernes pensent  que l’histoire du siège  est totalement légendaire.
De nombreux chercheurs pensent qu'il existe un fondement historique à l'histoire, même si cela signifierait que Tarquin ait été renversé par le peuple romain plus tôt dans l’année.
Ceux, qui croient que l’histoire du siège de Rome est un conflit historique spécifique, datent le siège vers 470 av. J.-C. ou même 450 av. J.-C..
La réalité historique du Siège de Rome reste donc une question ouverte.

## Histoire

### Contexte historique
Le septième et dernier roi de Rome Tarquin le Superbe a dirigé  la ville comme un tyran. Tarquin est de naissance étrusque, sous son règne les Étrusques ont atteint  l’apogée de leur puissance.
Le roi a utilisé la violence, a eu recours à l’assassinat et à la terreur pour conserver le pouvoir  et a changé en sa faveur une grande partie de la constitution romaine de l'époque.
Pour cette raison, son impopularité a grandi et a finalement conduit à la naissance de la République romaine. Tarquin ayant survécu au renversement de son gouvernement s’est réfugié auprès des Étrusques où, vu son origine, il avait de nombreux partisans. Il demanda l’aide de Porsenna, le roi étrusque de Clusium, et avec tous ses alliés il assiégea Rome du sommet de la colline Janicule.

## Issue du siège
On ne connait pas l'issue mais deux thèses s'affrontent:

### Échec du siège
Porsenna a été empêché d’occuper la ville de Rome par Publius Horatius Coclès qui a défendu le pont de Pons Sublicius.
Cet acte d'héroïsme romain a persuadé Porsenna de ne pas attaquer la ville de Rome, mais la ville latine de Aricia  dirigée par son fils Arruns. Porsenna se retire donc et  Tarquin  demande l'aide de Octavius Mamilius, son beau-fils. Mamilius finalement mobilise la Ligue latine et dirige une révolte contre le République romaine.

### Succès du siège
Il y a aussi une autre version du siège : celle-ci atteste de la prise de Rome par Porsenna et de l’invasion de la ville  par l’armée étrusque  en -508,,.

## Source
- (en) Cet article est partiellement ou en totalité issu de l’article de Wikipédia en anglais intitulé « Siege of Rome (508 BC) » (voir la liste des auteurs).